# Томасо Чампа
Томасо Уитни (на английски: Tommaso Whitney) е американски професионален кечист, известен като Томасо Чампа (Tommaso Ciampa).
Дебютира през януари 2005.
Женен е за бившата професионална кечистка Джеси Уорд. До март 2014 г. той управлява фитнес център, но напуска, за да се съсредоточи върху професионалната си кеч кариера.

## Шампионки титли и отличия
- Chaotic Wrestling
  - Шампион в тежка категория на Chaotic Wrestling (1 път)[1]
  - Шампион в тежка категория на Нова Англия на Chaotic Wrestling (1 път)[1]
- East Coast Wrestling Association
  - Турнир Супер 8 (2011)
- Millennium Wrestling Federation
  - Телевизионен шампион на MWF (1 път)[4]
- Pro Wrestling Illustrated
  - PWI го класира като № 67 от топ 500 индивидуани кечисти в PWI 500 през 2014[5]
- UPW Pro Wrestling
  - Шампион в тежка категория на UPW (1 път)
- WWE NXT
  - Отборен шампион на NXT (1 път) – с Джони Гаргано
  - NXT шампион (2 пъти)
- WWE
  - Отборен шампион на WWE (2 пъти) – с Джони Гаргано
- Xtreme Wrestling Alliance
  - Шампион в тежка категория на XWA (1 път)[6]